# Brian May/Diskografie
Diese Diskografie ist eine Übersicht über die musikalischen Werke des britischen Musikers Brian May. Den Schallplattenauszeichnungen zufolge hat er bisher mehr als 1.640.000 Tonträger verkauft, davon alleine in seiner Heimat über 500.000. Seine erfolgreichste Veröffentlichung ist die Single Blue on Black mit über eine Million verkauften Einheiten.

## Alben

### Studioalben
| Jahr | Titel                       | Höchstplatzierung, Gesamtwochen, AuszeichnungChartplatzierungen (Jahr, Titel, Platzierungen, Wochen, Auszeichnungen, Anmerkungen) | Höchstplatzierung, Gesamtwochen, AuszeichnungChartplatzierungen (Jahr, Titel, Platzierungen, Wochen, Auszeichnungen, Anmerkungen) | Höchstplatzierung, Gesamtwochen, AuszeichnungChartplatzierungen (Jahr, Titel, Platzierungen, Wochen, Auszeichnungen, Anmerkungen) | Höchstplatzierung, Gesamtwochen, AuszeichnungChartplatzierungen (Jahr, Titel, Platzierungen, Wochen, Auszeichnungen, Anmerkungen) | Höchstplatzierung, Gesamtwochen, AuszeichnungChartplatzierungen (Jahr, Titel, Platzierungen, Wochen, Auszeichnungen, Anmerkungen) | Anmerkungen                                                          |
| Jahr | Titel                       | DE | AT | CH | UK | US | Anmerkungen                                                          |
| ---- | --------------------------- | --- | --- | --- | --- | --- | -------------------------------------------------------------------- |
| 1983 | Star Fleet Project          | — | — | — | UK35 (4 Wo.)UK | US147 (2 Wo.)US | Erstveröffentlichung: Oktober 1983 mit Eddie Van Halen & Fred Mandel |
| 1992 | Back to the Light           | DE10 a (14 Wo.)DE | AT20 (1 Wo.)AT | CH9 b (12 Wo.)CH | UK6 Gold · (15 Wo.)UK | US159 (2 Wo.)US | Erstveröffentlichung: 28. September 1992                             |
| 1994 | Live at the Brixton Academy | DE71 (6 Wo.)DE | AT38 (1 Wo.)AT | CH33 (2 Wo.)CH | UK20 (3 Wo.)UK | — | Erstveröffentlichung: 7. Februar 1994 Livealbum                      |
| 1998 | Another World               | DE15 c (5 Wo.)DE | AT47 c (3 Wo.)AT | CH31 c (2 Wo.)CH | UK14 c (4 Wo.)UK | — | Erstveröffentlichung: 1. Juni 1998                                   |
| 2017 | Golden Days                 | — | — | — | UK27 (1 Wo.)UK | — | Erstveröffentlichung: 7. April 2017 mit Kerry Ellis                  |

### Livealben
- 2013: The Candlelight Concerts – Live At Montreux
- 2013: Acoustic by Candlelight: Live on The Born Free Tour

### Soundtracks
- 2000: La musique de Furia (Soundtrack)

### EPs
| Jahr | Titel               | Höchstplatzierung, Gesamtwochen, AuszeichnungChartplatzierungen (Jahr, Titel, Platzierungen, Wochen, Auszeichnungen, Anmerkungen) | Höchstplatzierung, Gesamtwochen, AuszeichnungChartplatzierungen (Jahr, Titel, Platzierungen, Wochen, Auszeichnungen, Anmerkungen) | Höchstplatzierung, Gesamtwochen, AuszeichnungChartplatzierungen (Jahr, Titel, Platzierungen, Wochen, Auszeichnungen, Anmerkungen) | Höchstplatzierung, Gesamtwochen, AuszeichnungChartplatzierungen (Jahr, Titel, Platzierungen, Wochen, Auszeichnungen, Anmerkungen) | Höchstplatzierung, Gesamtwochen, AuszeichnungChartplatzierungen (Jahr, Titel, Platzierungen, Wochen, Auszeichnungen, Anmerkungen) | Anmerkungen                                             |
| Jahr | Titel               | DE | AT | CH | UK | US | Anmerkungen                                             |
| ---- | ------------------- | --- | --- | --- | --- | --- | ------------------------------------------------------- |
| 2023 | Star Fleet Sessions | DE20 (1 Wo.)DE | — | CH23 (1 Wo.)CH | — | — | Erstveröffentlichung: 14. Juli 2023 Brian May + Friends |

Weitere EPs
- 1993: Resurrection
- 1998: Red Special
- 1998: Retro Rock Special

## Singles

### Als Leadmusiker
| Jahr | Titel Album                                                | Höchstplatzierung, Gesamtwochen, AuszeichnungChartplatzierungen (Jahr, Titel, Album, Platzierungen, Wochen, Auszeichnungen, Anmerkungen) | Höchstplatzierung, Gesamtwochen, AuszeichnungChartplatzierungen (Jahr, Titel, Album, Platzierungen, Wochen, Auszeichnungen, Anmerkungen) | Höchstplatzierung, Gesamtwochen, AuszeichnungChartplatzierungen (Jahr, Titel, Album, Platzierungen, Wochen, Auszeichnungen, Anmerkungen) | Höchstplatzierung, Gesamtwochen, AuszeichnungChartplatzierungen (Jahr, Titel, Album, Platzierungen, Wochen, Auszeichnungen, Anmerkungen) | Höchstplatzierung, Gesamtwochen, AuszeichnungChartplatzierungen (Jahr, Titel, Album, Platzierungen, Wochen, Auszeichnungen, Anmerkungen) | Anmerkungen                                                           |
| Jahr | Titel Album                                                | DE | AT | CH | UK | US | Anmerkungen                                                           |
| ---- | ---------------------------------------------------------- | --- | --- | --- | --- | --- | --------------------------------------------------------------------- |
| 1983 | Star Fleet Star Fleet Project                              | — | — | — | UK65 (4 Wo.)UK | — | Erstveröffentlichung: Oktober 1983 mit Eddie Van Halen & Fred Mandel  |
| 1991 | Driven by You Back to the Light                            | — | — | — | UK6 (9 Wo.)UK | — | Erstveröffentlichung: November 1991                                   |
| 1992 | Too Much Love Will Kill You Back to the Light              | DE30 (14 Wo.)DE | AT20 (8 Wo.)AT | CH26 (9 Wo.)CH | UK5 Silber · (9 Wo.)UK | — | Erstveröffentlichung: August 1992                                     |
| 1992 | We Are the Champions –                                     | — | — | — | UK66 (1 Wo.)UK | — | Erstveröffentlichung: Oktober 1992 mit Hank Marvin                    |
| 1992 | Back to the Light                                          | — | — | — | UK19 (4 Wo.)UK | — | Erstveröffentlichung: November 1992                                   |
| 1993 | Resurrection Back to the Light                             | — | — | — | UK23 (3 Wo.)UK | — | Erstveröffentlichung: Juni 1993 mit Cozy Powell                       |
| 1993 | Last Horizon Back to the Light                             | — | — | — | UK51 (2 Wo.)UK | — | Erstveröffentlichung: Dezember 1993                                   |
| 1998 | The Business Another World                                 | — | — | — | UK51 (2 Wo.)UK | — | Erstveröffentlichung: Mai 1998                                        |
| 1998 | Why Don’t We Try Again Another World                       | — | — | — | UK44 (2 Wo.)UK | — | Erstveröffentlichung: September 1998                                  |
| 2006 | 21st Century Christmas / Move It Two’s Company – The Duets | — | — | — | UK2 (3 Wo.)UK | — | Erstveröffentlichung: Dezember 2006 mit Cliff Richard & Brian Bennett |
| 2012 | Rockstar Bad Intentions                                    | — | — | — | UK2 Silber · (7 Wo.)UK | — | Erstveröffentlichung: Februar 2012 mit Dappy                          |
| 2013 | Save The Badger Badger Badger –                            | — | — | — | UK79 (1 Wo.)UK | — | Erstveröffentlichung: Mai 2013 mit Brian Blessed & Weebl              |

Weitere Singles
- 1995: The Amazing Spider-Man
- 1998: On My Way Up
- 1998: Another World

### Als Gastmusiker
| Jahr | Titel Album     | Höchstplatzierung, Gesamtwochen, AuszeichnungChartplatzierungen (Jahr, Titel, Album, Platzierungen, Wochen, Auszeichnungen, Anmerkungen) | Höchstplatzierung, Gesamtwochen, AuszeichnungChartplatzierungen (Jahr, Titel, Album, Platzierungen, Wochen, Auszeichnungen, Anmerkungen) | Höchstplatzierung, Gesamtwochen, AuszeichnungChartplatzierungen (Jahr, Titel, Album, Platzierungen, Wochen, Auszeichnungen, Anmerkungen) | Höchstplatzierung, Gesamtwochen, AuszeichnungChartplatzierungen (Jahr, Titel, Album, Platzierungen, Wochen, Auszeichnungen, Anmerkungen) | Höchstplatzierung, Gesamtwochen, AuszeichnungChartplatzierungen (Jahr, Titel, Album, Platzierungen, Wochen, Auszeichnungen, Anmerkungen) | Anmerkungen |
| Jahr | Titel Album     | DE | AT | CH | UK | US | Anmerkungen |
| ---- | --------------- | --- | --- | --- | --- | --- | --- |
| 2019 | Blue on Black – | — | — | — | — | US66 Platin · (1 Wo.)US | Erstveröffentlichung: 12. April 2019 Five Finger Death Punch feat. Kenny Wayne Shepherd, Brantley Gilbert & Brian May |

## Videoalben
- 1983: Star Licks Master Series (VHS; circa 1993 wiederveröffentlicht unter dem Titel Master Session).
- 1994: Live at the Brixton Academy (VHS).

## Statistik

### Chartauswertung
|                     | DE    | AT    | CH    | UK    | US    |
| ------------------- | ----- | ----- | ----- | ----- | ----- |
| Nummer-eins-Alben   | DE—DE | AT—AT | CH—CH | UK—UK | US—US |
| Top-10-Alben        | DE—DE | AT—AT | CH1CH | UK1UK | US—US |
| Alben in den Charts | DE4DE | AT3AT | CH4CH | UK5UK | US2US |

|                       | DE    | AT    | CH    | UK     | US    |
| --------------------- | ----- | ----- | ----- | ------ | ----- |
| Nummer-eins-Singles   | DE—DE | AT—AT | CH—CH | UK—UK  | US—US |
| Top-10-Singles        | DE—DE | AT—AT | CH—CH | UK4UK  | US—US |
| Singles in den Charts | DE1DE | AT1AT | CH1CH | UK12UK | US1US |

### Auszeichnungen für Musikverkäufe
| Goldene Schallplatte - Niederlande - 1992: für die Single Too Much Love Will Kill You - 2000: für das Album Back to the Light - Spanien - 1992: für das Album Back to the Light |

Anmerkung: Auszeichnungen in Ländern aus den Charttabellen bzw. Chartboxen sind in ebendiesen zu finden.
| Land/RegionAuszeichnungen für Musikverkäufe (Land/Region, Auszeichnungen, Verkäufe, Quellen) | Silber     | Gold     | Platin  | Verkäufe  | Quellen                           |
| -------------------------------------------------------------------------------------------- | ---------- | -------- | ------- | --------- | --------------------------------- |
| Niederlande (NVPI)                                                                           | —          | 2× Gold2 | —       | 90.000    | nvpi.nl                           |
| Spanien (Promusicae)                                                                         | —          | Gold1    | —       | 50.000    | Sólo éxitos: año a año, 1959–2002 |
| Vereinigte Staaten (RIAA)                                                                    | —          | —        | Platin1 | 1.000.000 | riaa.com                          |
| Vereinigtes Königreich (BPI)                                                                 | 2× Silber2 | Gold1    | —       | 500.000   | bpi.co.uk                         |
| Insgesamt                                                                                    | 2× Silber2 | 4× Gold4 | Platin1 |           |                                   |

## Beteiligung an Kompilationen
Im Folgenden eine Auswahl an Mays Beteiligungen an Kompilationen:
- 1994: Gitarre in New Damage, einem gemeinsam mit Soundgarden aufgenommenen Song (Album Greenpeace – Alternative NRG).
- 1995: One Rainy Wish vom Jimi-Hendrix-Tribute-Album In from the Storm; der Titel erschien 1998 auch auf Mays Solo-Album Another World.
- 1996: Brian May schrieb, produzierte und spielte für den Film The Adventures of Pinocchio die beiden Titel Il Colosso (zusammen mit Jerry Hadley, Sissel, 'Just William') und What Are We Made Of? (mit Sissel).
- 1996: FBI (Album Twang! A Tribute to Hank Marvin & The Shadows); 1998 auch auf Mays Single On My Way Up veröffentlicht.
- 1998: My Boy (Compilation Lullabies with a Difference); der Song war 1982 aufgenommen worden.
- 2000: Have a Cigar, eine Coverversion des Pink-Floyd-Songs, gemeinsam mit den Foo Fighters (Album Music from and Inspired by Mission Impossible 2).
- 2002: I Don’t Want Nobody Teasing Around with Me (auf der Japan-Ausgabe des Albums Good Rockin’ Tonight – The Legacy of Sun Records).
- 2004: Someone to Die For von Jimmy Gnecco featuring Brian May (Album Music from and Inspired by Spider-Man 2).

## Queen-nahe Projekte
- 1969: Single Earth/Step on Me der Queen-Vorgänger-Band Smile, der auch Roger Taylor und Tim Staffell angehörten.
- 1973: Single I Can Hear Music von Larry Lurex, einer gemeinsamen Veröffentlichung mit Freddie Mercury und Roger Taylor. (Der Song ist auch enthalten im Box-Set Freddie Mercury – The Solo Collection, 2000, und in der Compilation Lover of Life, Singer of Songs – The Very Best of Freddie Mercury Solo, 2006).
- 1982: LP Gettin’ Smile (Japan) von Smile: Doing Alright, Blag, April Lady, Polar Bear, Earth, Step on Me. Diese sechs Tracks sind auch auf der 1997 in den Niederlanden veröffentlichten CD Ghost of a Smile enthalten.

## Weitere Projekte

### Produzent und Autor
- 1967 (Aufnahme): Brian May spielte Gitarre und sang Backing Vocals in den drei Songs Appointment, She Was Once My Friend und I Need Time von The Left Handed Marriage. Gemeinsam mit Bill Richards, der auch die beiden weiteren Songs schrieb, ist May Koautor von I Need Time. Diese Titel waren 1967 aufgenommen worden und wurden 1993 auf dem Album Crazy Chain veröffentlicht (die übrigen Tracks des Albums stammen aus dem Jahr 1993).
- 1983: May produzierte zusammen mit dem Münchner Toningenieur Mack das Album Lettin Loose von Heavy Pettin.
- 1986: May ist Produzent des Albums Cancel von Minako Honda; es enthält u. a. den Titel Roulette (die japanische Version von John Deacons No Turning Back).
- 1987: Für Singleveröffentlichungen von Minako Honda schrieb und produzierte May die Titel Golden Days und Crazy Nights; auf beiden Songs ist er auch an der Gitarre zu hören. In Japan erschienen japanische Fassungen der Stücke.
- 1987: Brian May produzierte das Album Bad News der gleichnamigen Ulk-Heavy-Metal-Band, die eigens für einige Filme der BBC-TV-Serie The Comic Strip Presents zusammengestellt wurde. Die Platte enthält unter anderem eine Cover-Version von Bohemian Rhapsody (mit Backing Vocals von Brian May und John Deacon) und Gespräche mit May (Life with Brian). Er produzierte auch die Bad-News-Single Cashing in on Christmas mit Bad News auf der B-Seite, auf der er außerdem Gitarre spielt.
- 1987: Für Anita Dobson, seine spätere zweite Ehefrau, produzierte er das Album Talking of Love. May schrieb auch die meisten Titel, spielte Gitarre und sang die Backing Vocals. In I Dream of Christmas spielte John Deacon Bass.
- 1988: May ist auch Produzent von Anita Dobsons Single In One of My Weaker Moments, auf der er auch Gitarre spielte. Der Song stammt aus dem Musical Budgie mit Dobson in der Hauptrolle.
- 1989: Zur Unterstützung des 'British Bone Marrow Donor Appeal', einer Organisation, die die Knochenmarkspende für Leukämie-Kranke unterstützt, produzierte Brian May mit den beiden Kindern Ian & Belinda eine neue Version des Queen-Titels Who Wants to Live Forever; unterschiedliche Versionen wurden als 7"- und 12"-Single veröffentlicht. Bei der Aufnahme spielten May Gitarre, John Deacon Bass und Roger Taylor Schlagzeug.
- 1990: Für Shakespeares Tragödie Macbeth in der Produktion des Riverside Theatre schrieb und spielte May die Musik.
- 1991: The Stonk von Hale and Pace and the Stonkers wurde von Brian May produziert. Er spielt auch Gitarre, Roger Taylor Schlagzeug. Die Single, die den ersten Platz der britischen Charts erreichte, war ein Benefiz-Projekt zugunsten der britischen Wohltätigkeitsorganisation Comic Relief.

### Gastmusiker
May beteiligte sich an zahlreichen weiteren Produktionen anderer Gruppen und Künstler als Gitarrist, zuweilen auch als Sänger:
- 1975: Backing Vocals und Gitarre in Man from Manhattan von Eddie Howell (Single Man from Manhattan; Wiederveröffentlichung 1995); Freddie Mercury spielte Klavier und sang ebenfalls Backing Vocals.
- 1976: Backing Vocals gemeinsam mit Freddie Mercury und Roger Taylor in You Nearly Did Me In von Ian Hunter (Album All-American Alien Boy).
- 1978: Gitarre in Digging My Potatoes von Lonnie Donegan (Album Puttin’ on the Style).
- 1983: Gitarre in Stay with Me Tonight und Two Wrongs Don’t Make a Right von Jeffrey Osborne (Album Stay with Me Tonight).
- 1984: Gitarre in (Another) 1984 von Billy Squier (Album Signs of Life).
- 1985: Gitarre in A Shift in the Wind, Parts 1 and 2 von Chris Thompson (Album Radio Voices).
- 1986: Gitarre in Como un susurro des spanischen Sängers Ramoncín (Album La vida en el filo).
- 1987: Gitarre in A Time for Heroes von Meat Loaf. Der Titel erschien als Single in limitierter Auflage in den USA anlässlich der Special Olympics und später unter dem Titel Heroes auf dem Album Back from Hell Again! The Very Best of Meat Loaf (Vol 2. More Hits & Rare Tracks) in Deutschland (1994).
- 1988: Gitarre in Love Lies Bleeding (She Was A Wicked, Wily Waitress) von Roger Taylor Band The Cross (Album Shove It).
- 1989: Gitarre in Love Train von Holly Johnson (Album Blast).
- 1989: Gitarre in Blow the House Down von Living in a Box (Album Gatecrashing).
- 1989: Gitarre in When Death Calls von Black Sabbath (Album Headless Cross).
- 1989: Gitarre in Self! von Fuzzbox (Album Big Bang).
- 1991: Gitarre in Red Planet Blues und Get out of My Way von D-Rok (Album Oblivion).
- 1992: Zusammen mit Extreme nahm Brian May (Gitarre) eine neue Version von Queens Love of My Life auf (Single Song for Love). Der Erlös ging an die Aids-Hilfsorganisation Terence Higgins Trust.
- 1992: Gitarre in I Can Read Books von Judie Tzuke (Album Wonderland).
- 1992: Gitarre in Hank Marvins neuer Version des Queen-Songs We Are the Champions (vom Album Into the Light).
- 1992: Gitarre in A Whole Lot of Love von Phenomena (Album Phenomena III: Inner Vision), die Aufnahme war 1988 entstanden.
- 1992: Gitarre in If There Is a Heaven Tony Martin (Album Back Where I Belong).
- 1992: In Ride to Win und Somewhere in Time auf dem Album The Drums Are Back von Cozy Powell spielte er Gitarre. Die Instrumentalversionen Resurrection und Nothin’ But Blue beziehen sich auf Brian Mays Solo-Album Back to the Light.
- 1992: Gitarre in Don’t Fall Away From Me von Steve Hackett (aufgenommen 1986, veröffentlicht auf der Compilation The Unauthorised Biography).
- 1993: Gitarre in I’m Ready aus Paul Rodgers’ Album Muddy Water Blues – A Tribute to Muddy Waters.
- 1993: Gitarre in Cassandra von Steve Hackett (Bonus-Track auf dessen Album Guitar Noir); die Aufnahme des Songs stammt aus dem Jahr 1986.
- 1994: Gitarre in El Vampiro Bajo El Sol der brasilianischen Band Os Paralamas do Sucesso (Album Severino).
- 1994: Gesang und Gitarre in Jennifer Rushs Interpretation des Queen-Songs Who Wants to Live Forever (Album Out of My Hands).
- 1995: Gitarre in Heartsong von Gordon Giltrap (Album Music for the Small Screen); aufgenommen wurde der Song 1993.
- 1995: Gitarre in Nobody Knew (Black White House) aus dem Album Carmine Appice’s Guitar Zeus.
- 1995: Auf dem Solo-Album S.O.L. von Stefan Zauner, Sänger der deutschen Band Münchener Freiheit, spielt Brian May Gitarre in Make My Dream Come True.
- 1996: Gitarre in Raining in My Heart (Album Don’t Stop von Status Quo).
- 2000: Gitarre in Slot Machine von Steve Hackett (aufgenommen 1986, veröffentlicht auf dem Album Feedback ‘86).
- 2000: Gitarre in Goodbye Lament und Flame On von Tony Iommi (Album Iommi).
- 2000: Gitarre in einer 1984 aufgenommenen Demo-Fassung von Freddie Mercurys She Blows Hot and Cold (Alternative Version), veröffentlicht im Rahmen des Box-Sets The Solo Collection.
- 2001: Gitarre in Eternity von Robbie Williams (Single; auch enthalten auf Williams’ Album Greatest Hits, 2004).
- 2002: Gitarre in Light the Fire Within von Michael Kamen (offizieller Song der Olympischen Winterspiele 2002).
- 2002: Gitarre in Too Much Love Will Kill You von Claire Sweeney (aus dem Album Claire).
- 2002: Backing Vocals und Gitarre in If We Believe von Lynn Carey Saylor (Single).
- 2002: Gitarre in Tired of You von den Foo Fighters auf deren Album One by One.
- 2003: Gitarre in Mr. You’re a Better Man Than I der Yardbirds (aus deren Album Birdland).
- 2003: Earth und Doin’ Alright aus Tim Staffells Album Amigo; mit May als Sänger und Gitarrist.
- 2004: Circles von Quartz, aufgenommen 1977 (Bonus-Track der wiederveröffentlichten, ursprünglich ’77 erschienenen Albums Stand Up and Fight beziehungsweise B-Seite der Single Stoking the Fires of Hell).
- 2004: Gitarre in Il mare impetuoso al tramonto salì sulla luna e dietro una tendina di stelle... von Zucchero (Album Zu & Co.).
- 2006: Gitarre und Bass in Crazy Little Thing Called Love von Diana Ross (Album I Love You).
- 2006: Gitarre in Bad for Good von Meat Loaf (Album Bat out of Hell III: The Monster Is Loose).
- 2006: Gitarre in Move It von Cliff Richard (Single 21st Century Christmas & Move It [featuring Brian May & Brian Bennett], Album Two’s Company – The Duets).
- 200?: Backing Vocals und Gitarre in We Belong von Lynn Carey Saylor (Album You Like It Clean).
- 2011: Gitarre in Yoü and I von Lady Gaga (Album Born This Way).
- 2011: Gitarre und Gesang in I Do mit Steve Cropper (Album Dedicated).

Weitere Beteiligungen an Benefiz-Projekten:
- 1989: Für Artists United for Nature spielte May mit anderen Künstlern die Single Yes We Can ein. Der Titel wurde später auch auf der Compilation Earthrise – The Rainforest Album veröffentlicht. Die Autoren des Songs sind Harold Faltermeyer und Chris Thompson; zu den weiteren mitwirkenden Musikern zählen u. a. Ian Anderson, Joe Cocker, Herbie Hancock, Chaka Khan, Maggie Reilly, Jennifer Rush und Stefan Zauner.
- 1989: Rock Aid Armenia war ein Projekt, das den Erdbebenopfern in Armenien helfen sollte. Neben vielen anderen Musikern (wie beispielsweise Ritchie Blackmore, Bruce Dickinson, Ian Gillan, David Gilmour, Tony Iommi und Paul Rodgers) beteiligten sich May und Roger Taylor an der Neuaufnahme von Deep Purples Smoke on the Water.
- 1990: Sailing ist eine unter dem Namen Rock Against Repatriation veröffentlichte Single. Die Einnahmen kamen vietnamesischen Boatpeople zugute, die von Hongkong zur Heimkehr gezwungen worden waren. Brian May spielte Gitarre. Weiters beteiligt waren u. a. Fish, Steve Hackett, Justin Hayward, Steve Hogarth, Mark King, Phil Manzanera, Pino Palladino und Simon Phillips, Bonnie Tyler sowie Judie Tzuke.
- 1996: Bei der unter der Bezeichnung Rock Therapy veröffentlichten Single Reaching Out spielte er ebenfalls Gitarre; an den Aufnahmen wirkten u. a. auch Paul Rodgers and Charlie Watts mit. Die Einnahmen bekam das Nordoff-Robbins Music Therapy Centre. (Dieser Titel war 2005/2006 auch der Eröffnungssong bei den Konzerten von Queen + Paul Rodgers.)

Als Tonträger veröffentlichte Live-Auftritte (Auswahl):
- 1988: Brian May und John Deacon traten zusammen mit zahlreichen weiteren Musikern am 6. Juni 1988 live in der Royal Albert Hall im Rahmen des Prince’s Trust Gala Concerts auf (Video Prince’s Trust Rock Gala).
- 1992: Auf dem Wohltätigkeits-Album von Pavarotti and Friends, aufgenommen live in Modena am 27. September 1992, spielte er bei den Titeln Too Much Love Will Kill You und La donna è mobile (aus Verdis Oper Rigoletto) Gitarre.
- 2005: May spielte gemeinsam mit The Crickets Gitarre in den Songs Peggy Sue, Maybe Baby, I Fought the Law, Oh Boy und That’ll Be the Day sowie zusammen mit Paul Rodgers dessen Titel Alright Now (live am 24. September 2004 anlässlich des 50. Geburtstages der Fender Stratocaster; DVD The Strat Pack: Live in Concert, 2005).
- 2013: Als Gastmusiker von Tangerine Dream spielte Brian May im Juni 2011 beim „Starmus Festival“ auf Teneriffa. Der Livemitschnitt erschien 2013 auf dem Doppelalbum Starmus – Sonic Universe („Tangerine Dream and Brian May“). Das Festival fand anlässlich des 50-Jahr-Jubiläums von Juri Gagarins erstem Weltraumflug statt.

## Sonstiges
- 1994: Im Computerspiel Rise of the Robots wurden Teile des Songs The Dark vom Soloalbum Back to the Light (1992) verwendet.
- 1996: Für den Nachfolger Rise 2: Resurrection schrieb May den Song Cyborg, veröffentlicht 1998 auf dem Solo-Album Another World.